# Lachi-Ragui
Lachi-Ragui är en ort i Mexiko.   Den ligger i kommunen San Juan Juquila Vijanos och delstaten Oaxaca, i den sydöstra delen av landet, 400 km sydost om huvudstaden Mexico City. Lachi-Ragui ligger 1 637 meter över havet och antalet invånare är 130.
Terrängen runt Lachi-Ragui är mycket bergig. Runt Lachi-Ragui är det ganska glesbefolkat, med 26 invånare per kvadratkilometer. Närmaste större samhälle är San Ildefonso Villa Alta, 12,7 km öster om Lachi-Ragui. I omgivningarna runt Lachi-Ragui växer i huvudsak städsegrön lövskog.